# Governació de Castelló

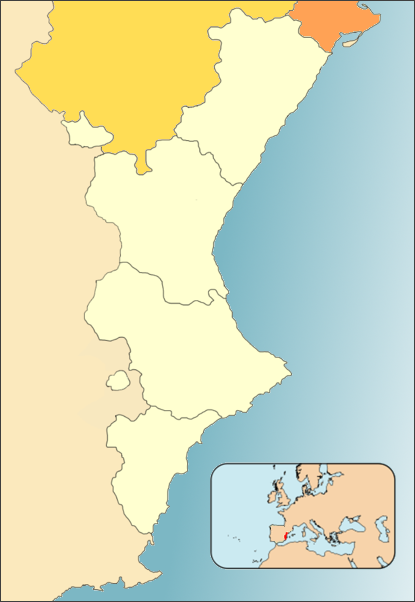
La Governació de Castelló era la situada més al nord.

La Governació de Castelló va ser una demarcació administrativa del Regne de València, una de les tres en què fou subdividida la governació de València. D'origen medieval (el governador residí a Castelló des del 1335) va estar vigent fins als Decrets de Nova Planta de 1707.
Comprenia el sector septentrional del País Valencià al nord d'una línia formada pel riu Millars, fins a Espadella, la serra d'Espadà i el riu d'Uixó (o Belcaire), fins a la mar. El seu governador era lloctinent del governador de València (és a dir, del portaveus del governador general del regne), que tenia jurisdicció damunt ell. En 1565-72 tenia 47.718 habitants (10.604 focs), dels quals 5.193 moriscs (1.154 focs). Fou anomenada també governació de la Plana, dellà Uixó o dellà del riu d'Uixó.